# Futbol'nyj Klub Kuban' 2016-2017
Questa voce raccoglie le informazioni riguardanti il Futbol'nyj Klub Kuban' nelle competizioni ufficiali della stagione 2016-2017.

## Stagione
La squadra finì settima in campionato, mentre in Coppa fu immediatamente eliminata (sconfitta 3-0 in trasferta contro l'Energomaš).

## Rosa
| N. |                       | Ruolo | Calciatore               |
| -- | --------------------- | ----- | ------------------------ |
| 1  | Russia (bandiera)     | P     | Evgenij Frolov           |
| 2  | Moldavia (bandiera)   | C     | Igor Armaș               |
| 5  | Russia (bandiera)     | C     | Evgenij Gapon            |
| 7  | Russia (bandiera)     | A     | Maksim Žitnev            |
| 8  | Russia (bandiera)     | C     | Oleg Alejnik             |
| 9  | Russia (bandiera)     | A     | Vladimir Il'in           |
| 10 | Russia (bandiera)     | C     | Nikita Maljarov          |
| 13 | Russia (bandiera)     | P     | Evgenij Pomazan          |
| 16 | Russia (bandiera)     | C     | Georgij Zotov            |
| 18 | Uzbekistan (bandiera) | C     | Nikolaj Markov           |
| 19 | Ucraina (bandiera)    | C     | Oleksiy Haj              |
| 20 | Russia (bandiera)     | A     | Vladimir Obuchov         |
| 21 | Russia (bandiera)     | C     | Michail Olegovič Smirnov |
| 22 | Russia (bandiera)     | P     | Jurij Djupin             |
| 25 | Ucraina (bandiera)    | C     | Ihor Žurachovs'kyj       |

| N. |                     | Ruolo | Calciatore          |
| -- | ------------------- | ----- | ------------------- |
| 26 | Russia (bandiera)   | C     | Sergej Bendz'       |
| 28 | Russia (bandiera)   | C     | Azat Bajryev        |
| 31 | Russia (bandiera)   | A     | Jurij Zavezën       |
| 43 | Russia (bandiera)   | C     | Roman Bugaev        |
| 71 | Russia (bandiera)   | C     | Artëm Ščadin        |
| 72 | Russia (bandiera)   | C     | Igor' Konovalov     |
| 73 | Russia (bandiera)   | C     | Denis Jakuba        |
| 77 | Russia (bandiera)   | C     | Vladimir Lobkarëv   |
| 78 | Russia (bandiera)   | C     | Arsen Chubulov      |
| 83 | Russia (bandiera)   | A     | Maksim Majrovič     |
| 84 | Russia (bandiera)   | C     | Aleksandr Kleščenko |
| 88 | Uganda (bandiera)   | C     | Moses Oloya         |
| 90 | Russia (bandiera)   | C     | Il'mir Nurisov      |
| 91 | Moldavia (bandiera) | P     | Dumitru Stajilă     |
| 99 | Russia (bandiera)   | A     | Spartak Gogniev     |

## Risultati

### Campionato
| Nal'čik 11 luglio 2016 1ª giornata | Spartak-Nal'čik | 0 – 0 referto | Kuban' | Respublikanskij stadion Spartak |

| Krasnodar 16 luglio 2016 2ª giornata | Kuban' | 1 – 1 referto | Luč-Ėnergija | Stadio Kuban' |

| Mosca 23 luglio 2016 3ª giornata | Spartak-2 Mosca | 1 – 0 referto | Kuban' | CUSK Spartak |

| Krasnodar 27 luglio 2016 4ª giornata | Kuban' | 1 – 1 referto | Tosno | Stadio Kuban' |

| Tambov 31 luglio 2016 5ª giornata | Tambov | 0 – 0 referto | Kuban' | Stadio centrale Spartak |

| Krasnodar 6 agosto 2016 6ª giornata | Kuban' | 0 – 2 referto | SKA-Chabarovsk | Stadio Kuban' |

| Chimki 13 agosto 2016 7ª giornata | Chimki | 4 – 1 referto | Kuban' | Stadio Rodina |

| Krasnodar 17 agosto 2016 8ª giornata | Kuban' | 1 – 1 referto | Sibir' | Stadio Kuban' |

| Saransk 21 agosto 2016 9ª giornata | Mordovija | 1 – 3 referto | Kuban' | Start Stadion |

| Nižnekamsk 28 agosto 2016 10ª giornata | Neftechimik | 1 – 4 referto | Kuban' | Stadio Neftechimik |

| Krasnodar 3 settembre 2016 11ª giornata | Kuban' | 0 – 0 referto | Fakel Voronež | Stadio Kuban' |

| Krasnodar 10 settembre 2016 12ª giornata | Kuban' | 0 – 0 referto | Sokol Saratov | Stadio Kuban' |

| Krasnodar 17 settembre 2016 13ª giornata | Kuban' | 0 – 1 referto | Šinnik | Stadio Kuban' |

| Tjumen' 26 settembre 2016 14ª giornata | Tjumen' | 2 – 0 referto | Kuban' | Stadio Geolog |

| Krasnodar 1º ottobre 2016 15ª giornata | Kuban' | 2 – 1 referto | Enisej | Stadio Kuban' |

| Chimki 8 ottobre 2016 16ª giornata | Dinamo Mosca | 1 – 0 referto | Kuban' | Arena Chimki |

| Krasnodar 15 ottobre 2016 17ª giornata | Kuban' | 1 – 1 referto | Baltika | Stadio Kuban' |

| San Pietroburgo 22 ottobre 2016 18ª giornata | Zenit-2 | 0 – 4 referto | Kuban' | SK Petrovskij (MSA) |

| Krasnodar 30 ottobre 2016 19ª giornata | Kuban' | 1 – 0 referto | Volgar' Astrachan' | Stadio Kuban' |

| Vladivostok 5 novembre 2016 20ª giornata | Luč-Ėnergija | 2 – 1 referto | Kuban' | Stadio Dinamo |

| Krasnodar 9 novembre 2016 21ª giornata | Kuban' | 5 – 2 referto | Spartak-2 Mosca | Stadio Kuban' |

| Velikij Novgorod 13 novembre 2016 22ª giornata | Tosno | 0 – 0 referto | Kuban' | Stadion Ėlektron |

| Krasnodar 19 novembre 2016 23ª giornata | Kuban' | 0 – 0 referto | Tambov | Stadio Kuban' |

| Chabarovsk 26 novembre 2016 24ª giornata | SKA-Chabarovsk | 5 – 0 referto | Kuban' | Stadion SKA DVO im. V. I. Lenina |

| Krasnodar 8 marzo 2017 25ª giornata | Kuban' | 2 – 1 referto | Chimki | Stadio Kuban' |

| Novosibirsk 12 marzo 2017 26ª giornata | Sibir' | 0 – 0 referto | Kuban' | Manež «Zarja» |

| Krasnodar 19 marzo 2017 27ª giornata | Kuban' | 2 – 0 referto | Mordovija | Stadio Kuban' |

| Krasnodar 26 marzo 2017 28ª giornata | Kuban' | 1 – 0 referto | Neftechimik | Stadio Kuban' |

| Voronež 1º aprile 2017 29ª giornata | Fakel Voronež | 2 – 2 referto | Kuban' | Central'nyj stadion profsojuzov |

| Saratov 8 aprile 2017 30ª giornata | Sokol Saratov | 0 – 0 referto | Kuban' | Stadio Lokomotiv |

| Jaroslavl' 12 aprile 2017 31ª giornata | Šinnik | 0 – 1 referto | Kuban' | Stadio Šinnik |

| Krasnodar 17 aprile 2017 32ª giornata | Kuban' | 3 – 1 referto | Tjumen' | Stadio Kuban' |

| Krasnojarsk 23 aprile 2017 33ª giornata | Enisej | 2 – 0 referto | Kuban' | Manež Futbol-Arena Enisej |

| Krasnodar 29 aprile 2017 34ª giornata | Kuban' | 0 – 1 referto | Dinamo Mosca | Stadio Kuban' |

| Kaliningrad 6 maggio 2017 35ª giornata | Baltika | 0 – 1 referto | Kuban' | Stadio Baltika |

| Krasnodar 10 maggio 2017 36ª giornata | Kuban' | 3 – 0 referto | Zenit-2 | Stadio Kuban' |

| Astrachan' 14 maggio 2017 37ª giornata | Volgar' Astrachan' | 2 – 1 referto | Kuban' | Stadio Centrale |

| Krasnodar 20 maggio 2017 38ª giornata | Kuban' | 3 – 1 referto | Spartak-Nal'čik | Stadio Kuban' |

### Coppa di Russia
| Belgorod 24 agosto 2016 Quarto turno | Energomaš | 3 – 0 referto | Kuban' | Stadio Centrale Saljut |